# Arne Carlson
Pour les articles homonymes, voir Carlson.
Arne Helge Carlson, né le 24 septembre 1934 à New York, est un homme politique américain. Il a été le 37e gouverneur de l'État du Minnesota, entre 1991 et 1999.